# Ohába (Brassó megye)

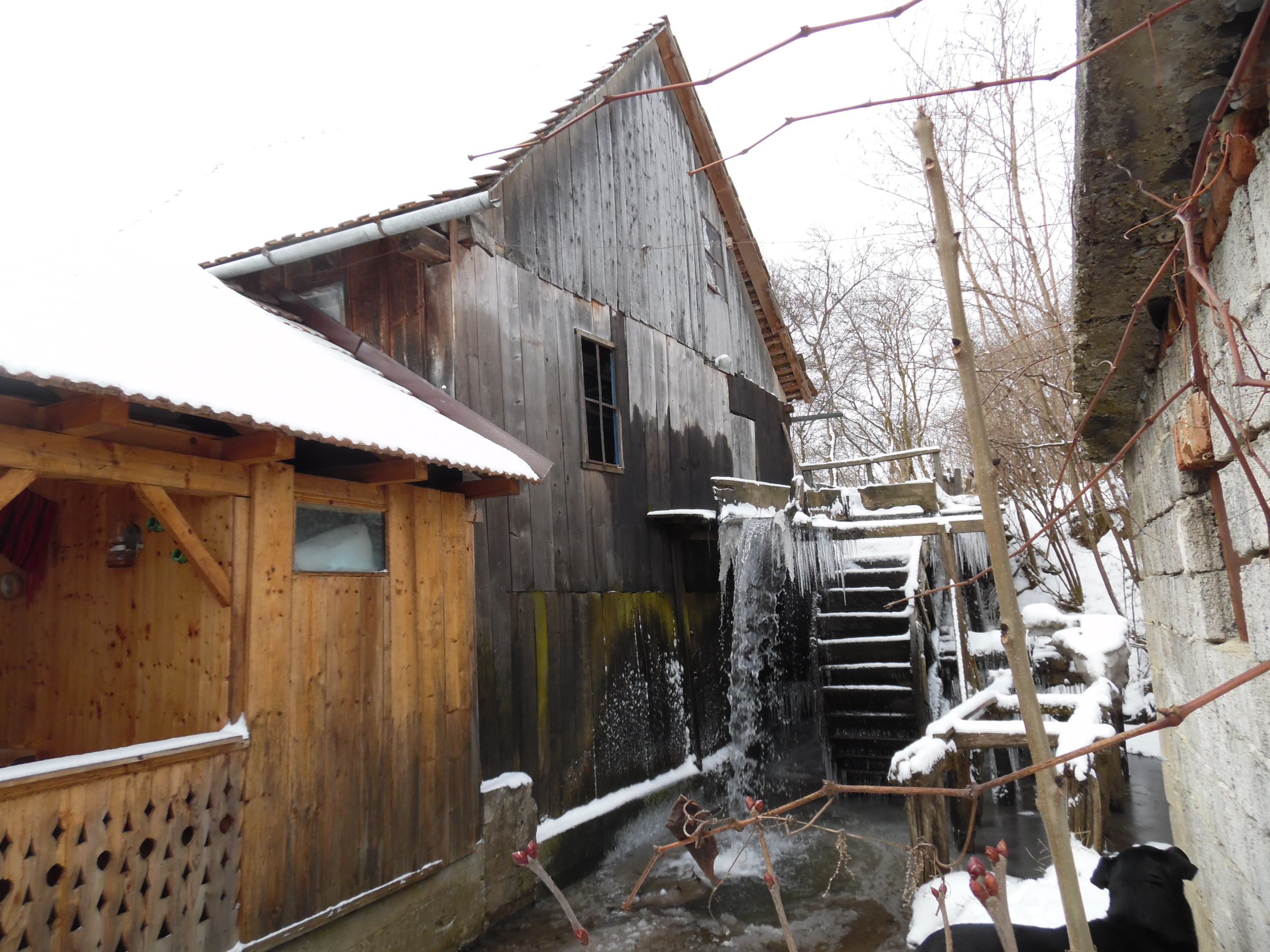
Vízimalom

Ohába (románul: Ohaba) falu Romániában, Erdélyben, Brassó megyében.

## Fekvése
A Fogarasi-havasok lábánál, Fogarastól 23 km-re délkeletre fekszik.

## Nevének eredete
Neve a román ohabă köznévből való, amely szabad, elidegeníthetetlen földbirtokot (örökbirtokot) jelentett. Először 1566-ban említették (Ohaba).

## Története
Fogaras vidéki román falu volt. 1632-ben 45 jobbágycsalád (közülük 2 rákász), öt havasalföldi zsellér és két kisbojár lakta. Két malma közül az egyik a bojároké, a másik a falué volt. 1722-ben 14 kisbojár- és 180 jobbágycsaládot jegyeztek fel. A jobbágyok zsindelykészítéssel szolgáltak a fogarasi váruradalomnak. Ortodox kolostorát egyedül 1761-ben említik, amikor Buccow tábornok parancsára lerombolták. 1828 és 1859 között német nyelvű határőriskola működött benne.

## Népessége
- 1850-ben 663 lakosából 660 volt román nemzetiségű; 661 görögkatolikus vallású.
- 2002-ben 301 lakosából 214 volt román és 85 cigány nemzetiségű; 298 ortodox vallású.

## Látnivalók
- Itt található Fogaras vidékének legrégebbi, ma is működőképes vízimalma, amely felülcsapós és 1873-ban épült.
- Ortodox temploma 1769 és 1773 között épült.

## Híres emberek
- Itt született 1948-ban Radu Anton Roman gasztronómiai szakíró.